# Tripp (Dakota del Sud)
Tripp è un comune degli Stati Uniti d'America, situato in Dakota del Sud, nella contea di Hutchinson.